# Доронинская (Верховажский район)
Доронинская — деревня в Верховажском районе Вологодской области.
Входит в состав Шелотского сельского поселения, с точки зрения административно-территориального деления — в Шелотский сельсовет.
Расстояние по автодороге до районного центра Верховажья — 70 км, до центра муниципального образования Шелоты — 0,5 км. Ближайшие населённые пункты — Фофановская, Шелота, Степаново, Чавровская, Якунинская, Горка-Назаровская, Гарманово, Татаринская, Денисовская.
По переписи 2002 года население — 18 человек.